# مقرن (مودية)

تعديل مصدري - تعديل

مقرن هي إحدى قرى عزلة مودية بمديرية مودية التابعة لمحافظة أبين، بلغ تعداد سكانها 157 نسمة حسب تعداد اليمن لعام 2004.